# Kacperków
Kacperków (prononciation : [kat͡sˈpɛrkuf]) est un village polonais de la gmina de Potworów dans le powiat de Przysucha de la voïvodie de Mazovie dans le centre-est de la Pologne.
Il se situe à environ 6 kilomètres au nord-est de Potworów (siège de la gmina), 23 kilomètres au nord-est de Przysucha (siège du powiat) et à 76 kilomètres au sud de Varsovie (capitale de la Pologne).
Le village compte approximativement une population de 123 habitants en 2006.

## Histoire
De 1975 à 1998, le village appartenait administrativement à la voïvodie de Radom.